# Adriaan van Liempt
Adrianus Andreas Godefridus van Liempt (Waalwijk, 19 oktober 1968) is een Nederlands arbeidssocioloog.
Na een studie sociologie aan de Universiteit van Tilburg die hij in 1997 afrondde, was Van Liempt tot 1998 actief voor het TRANSLAM (Transitional Labour Markets in Europe)-onderzoeksproject van dat instituut. Daarna werkte hij tot 2006 bij het Hugo Sinzheimer Instituut van de Universiteit van Amsterdam waar hij betrokken was bij onderzoeken naar het functioneren van de arbeidsmarkt en de invloed daarop van het arbeidsrecht. Na aldaar gepromoveerd te zijn als doctor in de rechten op een proefschrift, Developing Institutions: Collective Agreements in the Dutch IT Industry, over de oorzaken van het geringe belang van de cao in de Nederlandse IT-sector, ging hij werken als docent sociologie bij NHTV internationaal hoger onderwijs Breda met als onderzoeksopdracht Leisure Sciences en als docent bij de faculteit vrijetijdwetenschappen van de UvT.
Van Liempt is een aanhanger van de richting van de institutionele sociologie.